# 双洛乡
双洛乡，是中华人民共和国四川省南充市西充县曾经下辖的一个乡。2019年10月，撤销双洛乡，将其所属行政区域划归青狮镇管辖。

## 行政区划
双洛乡撤销前下辖以下地区：
羊鹿桥村、双石坪村、香炉桥村、阳家沟村、老家湾村、杜家井村、书垭子村、楼子坪村、谢家灶村、双庙垭村、龙凤山村和飞龙庙村。